# Ulrich Burgstaller

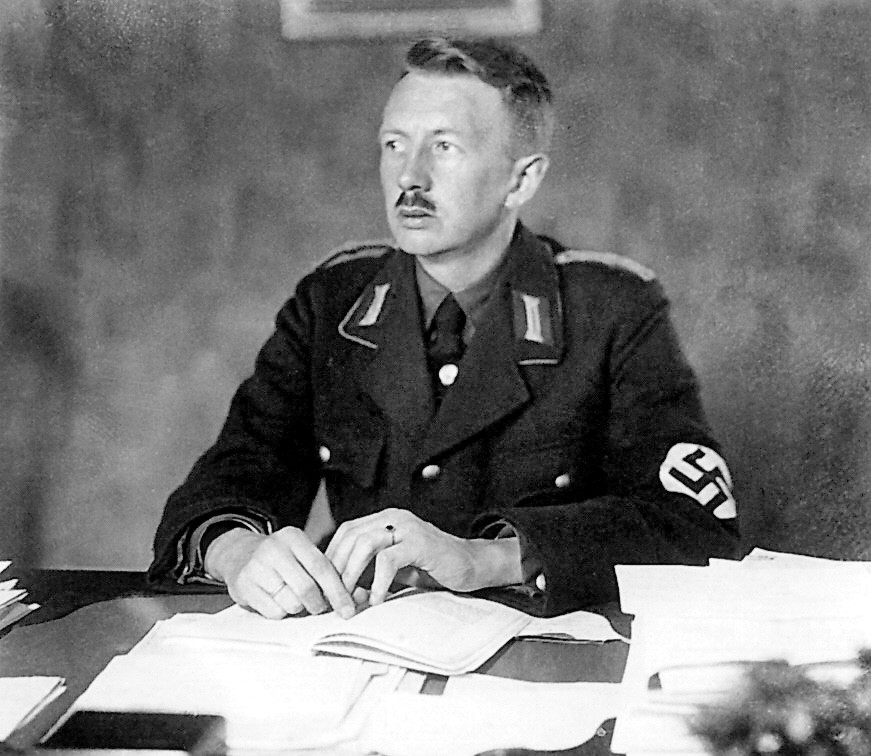
Ulrich Burgstaller (1935)

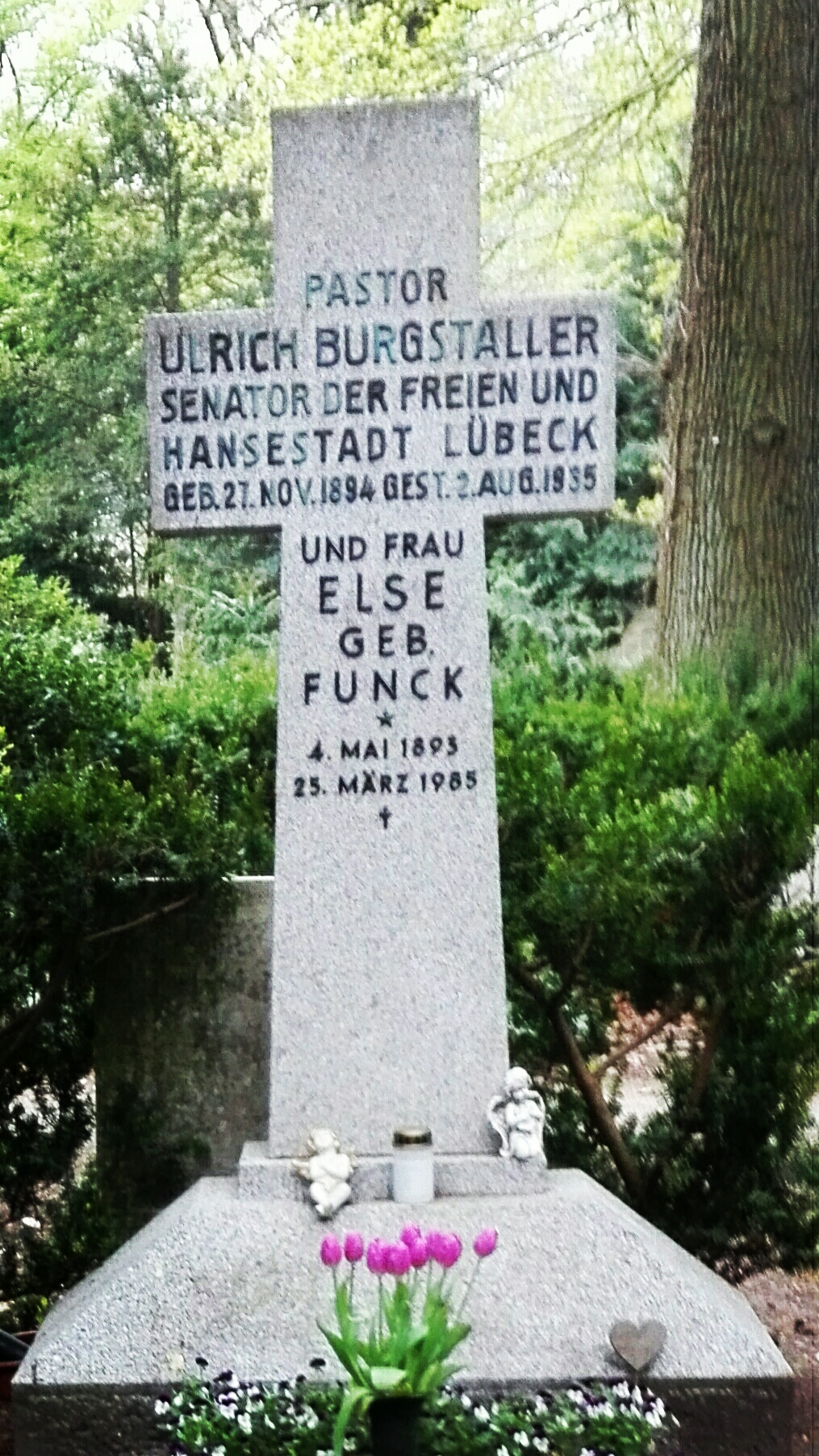
Burgstallerisches Familiengrab auf dem Burgtorfriedhof

Ulrich Emil Bernhard Burgstaller (* 27. November 1894 in Sudenburg; † 2. August 1935 in Lübeck) war ein deutscher evangelischer Pastor und nationalsozialistisches Mitglied des Lübecker Senats.

## Leben und Wirken
Burgstaller wurde als Sohn des städtischen Lehrers Christoph Wilhelm Karl Burgstaller und dessen Ehefrau Elise Christine Amalie geb. Piper geboren.
Nach seinem Studium der evangelischen Theologie trat er in den Dienst der Kirche der Altpreußischen Union. Seine erste Pfarrstelle erhielt er in Gröden, Kirchenprovinz Sachsen.
Als Reinhold Hoyer, Pastor des zweiten Seelsorgebezirks der Luthergemeinde von Wilhelm Mildenstein in Lübeck, diese verließ, gingen 74 Bewerbungen auf die ausgeschriebene Stelle ein. Neun von ihnen wurden zu einem persönlichen Vorstellungsgespräch geladen und drei erhielten daraufhin die Gelegenheit einer Wahlpredigt. Burgstaller war einer von ihnen. Er begann seine unter der Überschrift „Baumeister einer zerstörten Welt“ stehende Predigt mit einem Zitat aus Goethes Faust, befasste sich dann ausführlich mit der niedergedrückten und gelähmten politischen Stimmung im Deutschen Reich und beschwor die Notwendigkeit, mit Gottes Hilfe in eine neue Zeit aufzubrechen. Seinen Zuhörern erschien er als der kulturell hoch gebildete und talentierte Redner.
Im August 1926 zog das Mitglied im Bund für Deutsche Kirche mit seiner Frau und vier Töchtern in das zweite Pastorat in der Moislinger Allee 66b. Er war ein völkisch denkender Mensch und vermutlich 1931 der NSDAP beigetreten (Mitgliedsnummer 621.862), die er seit 1932 als Abgeordneter in der hansestädtischen Bürgerschaft vertrat. Schon 1932 wurde er Mitglied der Bewegung Deutsche Christen. Burgstaller hatte ausgeprägte musikalische und kulturelle Interessen.
Nach der Machtübernahme der Nationalsozialisten wurde Burgstaller von Friedrich Völtzer, dem am 11. März eingesetzten Reichskommissar für die Hansestadt Lübeck, zum Staatskommissar der Oberschulbehörde ernannt. Als solcher war er unter anderem für die Entlassung von Georg Rosenthal als Direktor des Katharineums, des Schulrats Sebald Schwarz, des Direktors der Stadtbibliothek Willy Pieth, seines Stellvertreters Heinrich Schneider und der Germanistin Meta Corssen als Leiterin der Öffentlichen Bücherei direkt verantwortlich. Als im Mai 1933 Lübeck in den Machtbereich des Mecklenburger Gauleiters Friedrich Hildebrandt gelangte, berief dieser Burgstaller am 30. Mai 1933 zum Senator für Schule und Theater. In der Lübecker Kultusverwaltung konnte er sich insbesondere auf den Landesschulrat Hans Wolff stützen, der als eigentlicher Motor der Gleichschaltung des Lübecker Kulturbetriebes gilt. Burgstaller beantragte Beurlaubung von seinem Pfarramt. 1934 erkrankte er an Lungentuberkulose. Seine enthusiastische Identifikation mit dem Nationalsozialismus brach ein, es kam zu Differenzen mit dem vorgesetzten Gauleiter. Burgstaller bewarb sich um eine Pfarrstelle in Hessen-Nassau. Noch bevor er diese hätte antreten können, starb Burgstaller am 2. August 1935 in Lübeck. Es ist historisch nicht eindeutig belegt, ob er Suizid beging oder aber, wie es offiziell hieß, nach langer Krankheit an deren Folgen starb.
Nach einem Staatsakt in der Marienkirche, einer Inszenierung nationalsozialistischer Propaganda in Anwesenheit Hildebrandts, wurde Burgstaller auf dem Burgtorfriedhof beigesetzt.